# Salvinia oblongifolia
Salvinia oblongifolia är en simbräkenväxtart som beskrevs av Carl Friedrich Philipp von Martius. Salvinia oblongifolia ingår i släktet Salvinia och familjen Salviniaceae. Inga underarter finns listade.

## Bildgalleri

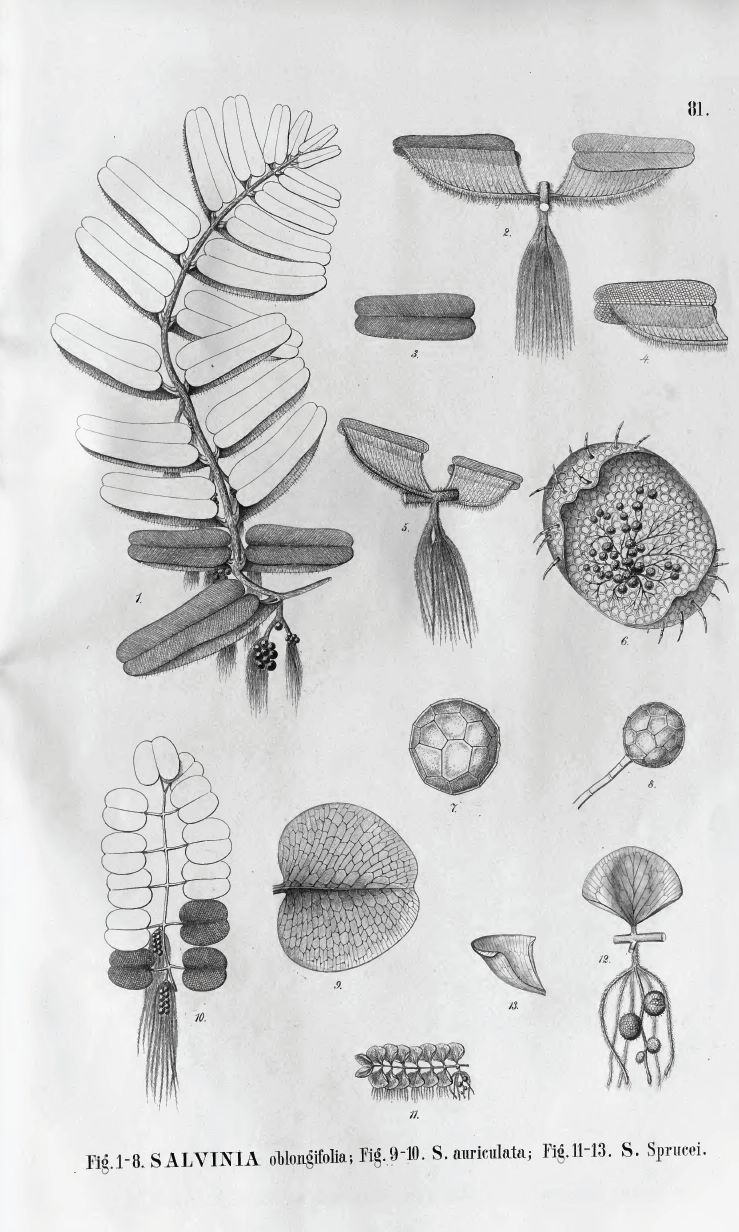
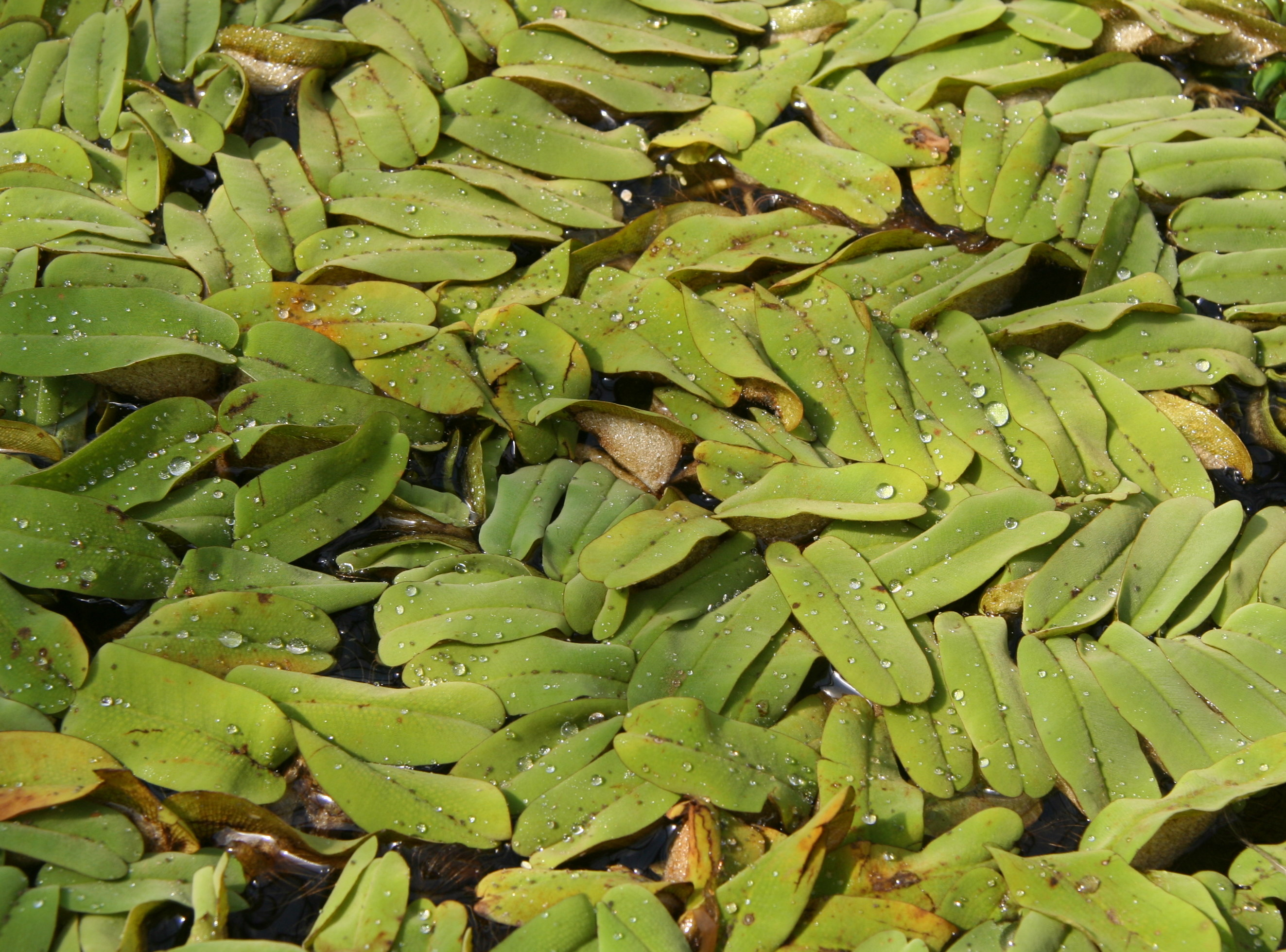